# Theodor von Kolde

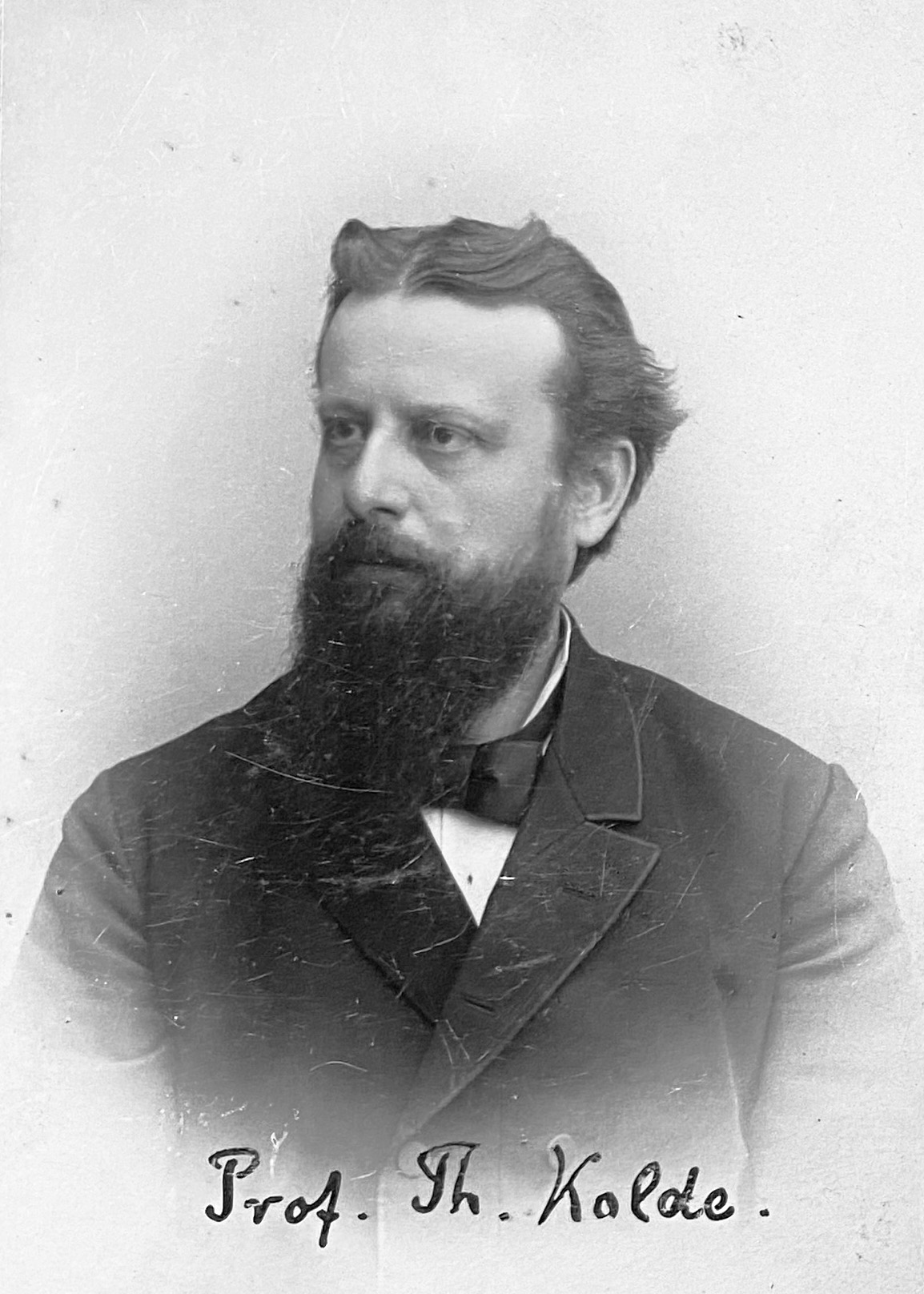
Prof. Theodor Kolde um 1896

Theodor Kolde, ab 1910 Ritter von Kolde, (* 6. Mai 1850 in Friedland in Oberschlesien; † 21. Oktober 1913 in Erlangen) war ein deutscher Kirchenhistoriker und Lutherforscher. 

## Leben
Als Sohn des Pfarrers Carl Kolde besuchte Kolde das Oelser Gymnasium. Nach dem Abitur studierte er an der Schlesischen Friedrich-Wilhelms-Universität und der Universität Leipzig Evangelische Theologie. Zu seinen Lehrern gehörte Hermann Reuter. Seine wissenschaftliche Arbeit widmete er vor allem der Geschichte der Reformation. So promovierte er an der Friedrichs-Universität Halle über das Leben des Kanzlers Gregor Brück. Er habilitierte sich 1876 an der Philipps-Universität Marburg über Martin Luthers Stellung zu Kirche und Konzil. Seit 1872 in der Leipziger Landsmannschaft Plavia, bekannte er sich 1877 zum abgespaltenen Corps. Berühmt sind seine Arbeiten zu Johann von Staupitz und die sogenannten Analecta Lutherana. Er begleitete die Weimarer Lutherausgabe äußerst kritisch. Von 1884 bis 1893 erarbeitete er eine zweibändige Biographie Luthers. 1880 wurde er Ordinarius für Historische Theologie an der Universität Erlangen. Hier lehrte er neben der Reformationsgeschichte auch Missionswissenschaft. Er gilt als Initiator der bayerischen Kirchengeschichtsforschung, gründete dazu einen Verein und gab hierin ab 1895 die Beiträge zur bayerischen Kirchengeschichte heraus. Darüber hinaus schrieb er unter anderem einige Biografie-Artikel für die Allgemeine Deutsche Biographie, herausgegeben von der Historischen Kommission bei der Bayerischen Akademie der Wissenschaften. 1890/91 war er Rektor der Universität Erlangen und langjähriges Mitglied deren Verwaltungsausschusses. 1910 wurde er von Luitpold von Bayern geadelt.

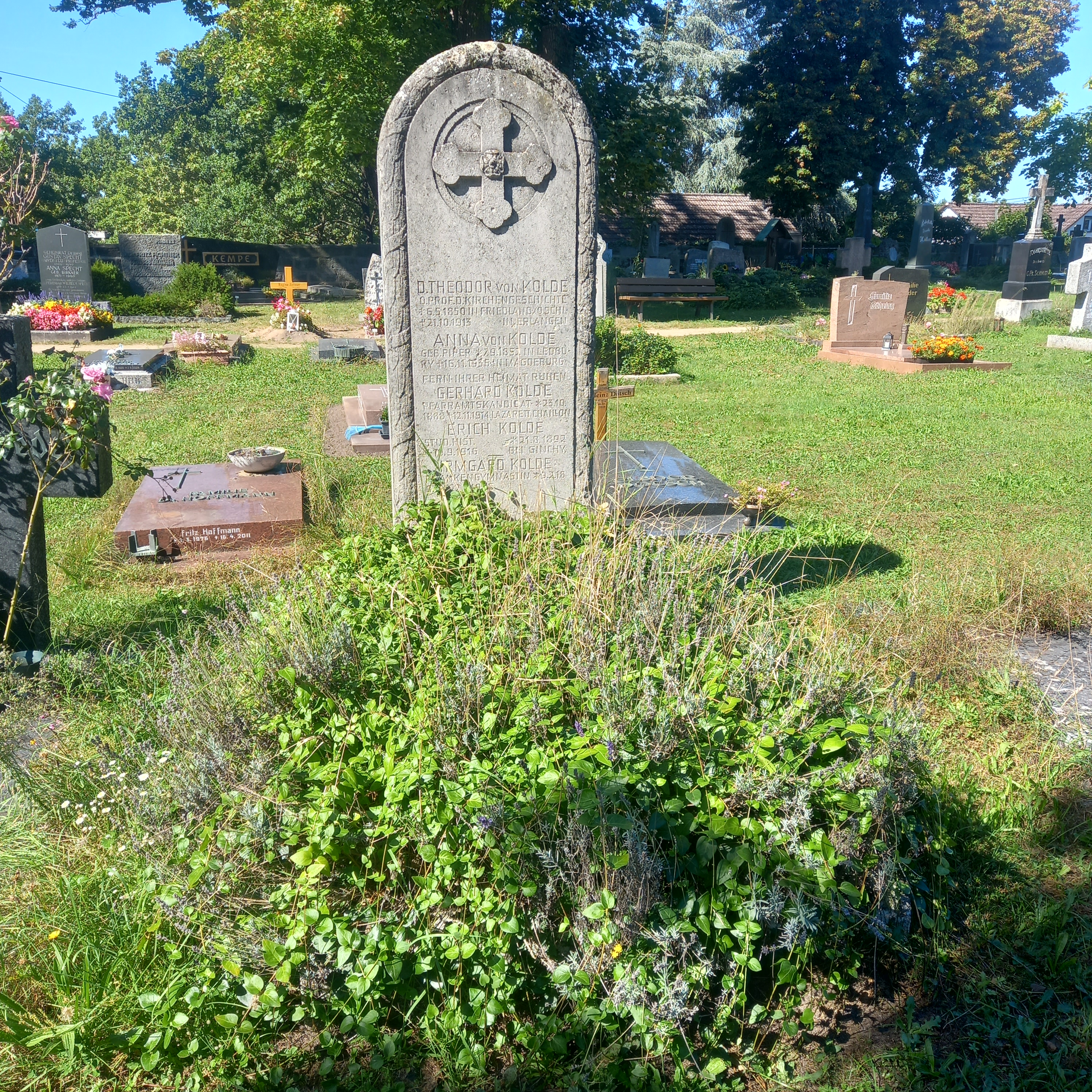
Das Grab von Theodor von Kolde und seiner Ehefrau Anna geborene Piper im Familiengrab auf dem Neustädter Friedhof in Erlangen

1881 heiratete Kolde die Engländerin Anna Piper aus Ledbury (Herefordshire) in Hamburg. Aus der Ehe gingen vier Söhne und drei Töchter hervor. Theodor Kolde war Cousin des Architekten Max Kolde.

## Schriften
- Luther und der Reichstag zu Worms. Verein für Reformationsgeschichte, Halle 1883 (online).
- Martin Luther. Eine Biographie. 2 Bände, Perthes, Gotha 1884/93.
- Andreas Althamer der Humanist und Reformator in Brandenburg-Ansbach. Erlangen 1895 (Nachdruck Niewkoop 1967).
  - 1. Band online
  - 2. Band online
- Das bayerische Religionsedikt vom 10. Januar 1803 und die Anfänge der protestantischen Landeskirche in Bayern. Ein Gedenkblatt. (Digitalisat online)
- Die Universität Erlangen unter dem Hause Wittelsbach 1810-1910. Deicher, Erlangen/ Leipzig 1910 (Nachdruck 1991).
- Historische Einleitung in die Symbolischen Bücher der evangelisch-lutherischen Kirche. Bertelsmann, Gütersloh 1913.